# まなざし (哲学)

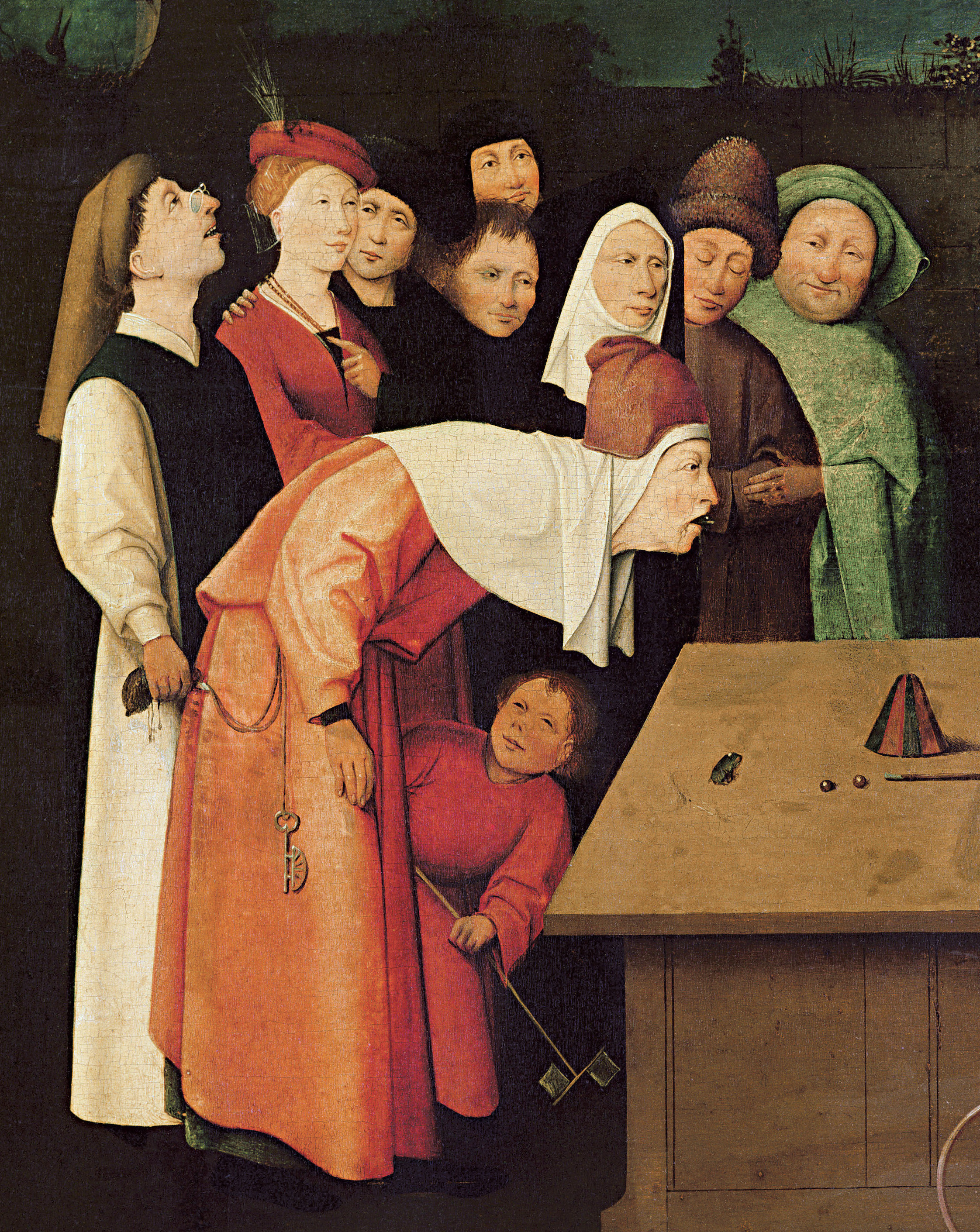
ヒエロニムス・ボスの「手品師」。中央にいる手品師が視点を定めてしっかりと一心に前を見つめている。他の人々は絵の中のさまざまな対象を観察しているが、緑色の服の女性は絵を見ている人を観察しているように見える。

まなざし（眼差し、フランス語: Regard、英語: Gaze）、あるいは視線（しせん）とは哲学、批判理論、美学、メディア研究、芸術批評、社会学、精神分析学などで、見ること、見られることを指す言葉であり、単に目で見るということのみならず、対象となるものをどのように認識するのかに関する特殊な哲学的意味合いをこめて用いられる。見ることを人間関係における極めて重要な要素と見なし、他者を見ることによって主体と客体という関係が成立すると考える場合、ここで主体が客体に向ける目が「まなざし」と呼ばれる。もともとはフランス語のle regardの訳語で、英語ではgazeであるが、日本語の訳語は「まなざし」「眼差し」「視線」などが用いられ、一定していない。ジョン・アーリとヨーナス・ラースンは「まなざしという概念で言いたいことは、モノ・コトを見るということは、実は習得された能力であって、純粋で無垢な目などはありえないということである」とまとめている。
ジャン＝ポール・サルトルが『存在と無』 第3部第1章で行った議論にはじまり、多数の実存主義者や現象学者がまなざしの概念を論じてきた。ミシェル・フーコーは『監獄の誕生』で、権力関係や矯正機構の中ではたらく力のあり方を明確にするため、まなざしについて詳しく議論を行った。ジャック・デリダも『動物を追う、ゆえに私は(動物で)ある』で、動物と人間の関係を論じるにあたってまなざしについて論じている。男性のまなざしという概念はもともと、フェミニズム映画批評の理論家であるローラ・マルヴィが理論化したものであり、それ以来この理論は広告、職場、テレビゲームなどのさまざまな他のメディアや技術に応用されている。

## 実存主義と現象学
まなざしを「他者についてのあらゆる理論の基礎ともなるこの根本的な結びつき」であると述べ、見ること、見られることを人間の主体と他者の関係を論ずる上での基盤に位置づけた実存主義及び現象学の哲学者であり、『出口なし』などの不条理劇の著者でもあるジャン＝ポール・サルトルは「＜まなざし＞の哲学者」と言われることもある。既に1939年、エッセイ「顔」を書いていた頃から、サルトルはまなざしの問題に関心を抱いていた。1943年に刊行された主著『存在と無』におけるまなざしは「対他的存在としての人間が他を客体化しようとする」際に不可欠なものとして位置づけられており、「私がまなざされてあるということからのみ、やがて対自存在の事実性としての身体の分析が引き出され得る」と考えた。サルトル以降、「現象学は、人間の実存を、事物についての意識や他者の眼差しの問題としてテーマ化する方法」としてさまざまな文芸や思想に影響を及ぼすこととなった。サルトル以降にまなざしに関する議論を行った主要な現象学の研究者としては、『眼と精神』 (1961) などを著したモーリス・メルロー＝ポンティや『全体性と無限』(1961) などを著したエマニュエル・レヴィナスなどがいる。

## 精神分析
精神分析におけるまなざしは「最も強力な人間の力」であると言われることもある。ジャック・ラカンは『精神分析の四基本概念』 の｢対象「a」としての眼差しについて｣でまなざしについての議論を行っており、まなざしを自己形成において極めて重要なものとして位置づけた。ラカンはメルロー＝ポンティの影響を受けつつ眼差しについて論じており、「視覚によって、構成され、表象のさまざまな姿にとって秩序づけられる、我われと物との関係において、なにものかがだんだんと滑り、通過し、伝わり、いつもいくぶん欠けることになります。それが眼差しと呼ばれるものです」と述べている。ラカンのまなざしに関する議論はサルトルを批判的に継承したものであり、まなざしが「見えない状態でいたるところに遍在しているのではなく、「眼差しは見られるのだ」ということ」、及び「「欲望」の機能がそこで働いているということ」に着目した。

## 権力とまなざし
ミシェル・フーコーは権力とまなざしに関する議論に大きな影響をあたえた。フーコーが提示した3つの主な概念として、パノプティシズム、知／権力、生権力があり、これらは全て監視システムの中で自己を規制することにかかわっている。つまり、誰が、あるいは何が自分を見ているのか直接見ることができなくても、常に見られているという信念のもとで人が自らの行動を修正するということである。この監視は、実在していようがしていなかろうが、存在の可能性さえあれば人に自己を規制させる効果を及ぼす。
フーコーは『臨床医学の誕生』(1963)において、医療診断のプロセス、医者と患者の間の力関係、社会における医学知識のヘゲモニーを説明するべく、「医学的なまなざし」という概念を初めて導入した。『監獄の誕生』(1975)でも、権力装置としての監獄や学校における監視や自己規制など、さまざまな規律・訓練(discipline)のメカニズムと権力関係を明確にするために見ることと見られることの問題を探求しており、本書は「＜まなざし＞の権力論」を扱った代表的な書物のひとつと見なされている。この著作においてフーコーは、ジェレミー・ベンサムが提案した、中心にある監視塔から囚人が監視することができるが、囚人のほうからは自分たちが監視されているかどうか確実に見ることができない装置であるパノプティコンをとりあげ、これを「見る=見られるという一対の事態を切離す機械仕掛」であり、「権力を自動的なものにし、権力を没個人化する」するものだと述べている。フーコーのまなざし論には、フリードリヒ・ニーチェの眼に関する議論の影響があると言われている。
まなざしは人が所有したり、使用したりするものではない。むしろ人が携わる関係として定義される。マリタ・スターケンとリサ・カートライトがPractices of Lookingにおいて指摘しているように、「まなざしは知識に関する観念と力の体系に不可欠である」。

## フェミニズム理論におけるまなざし
ジュディス・バトラーは1990年の著書『ジェンダー・トラブル』において、サルトルを引用しながら、男女間の権力関係がまなざしによっていかに規定されているかに触れている。
欲望をもつ男の主体にとってトラブルがスキャンダルとなるのは、女という「対象」が「どうしたわけかこちらのまなざしを見返したり、視線を逆転させたり、男の立場や権威に歯向かったりし、それによって女という「対象」が男の領域に突然侵入するとき、つまり予期しない行為体となるときである。男の主体がじつは女という《他者》に根本的に依存していることによって、男の自律性が幻想でしかないことが、突然にあばかれる。—ジュディス・バトラー、『ジェンダー・トラブル』竹村和子訳、青土社、2000、p. 8

### 男性のまなざし
映画研究者のローラ・マルヴィは1975年の評論「視覚的快楽と物語映画」において、映画におけるジェンダー権力関係の非対称を分析するため、「男性の視線 (ゲイズ)」 (male gaze) という第二波フェミニズム的な概念を導入した。マルヴィの議論によると、カメラを異性愛者男性がコントロールしているがゆえに、女性は映画の中で客体化されている。マルヴィは、ハリウッド映画が窃視症とスコポフィリア (視覚快楽嗜好) のモデルにくみしていることを指摘した。この「男性のまなざし」 (あるいは「男性の視線」)という概念は、後のフェミニズム映画理論やメディア研究において影響力を持つこととなった。

#### 対抗的まなざし
1992年の評論 "The Oppositional Gaze: Black Female Spectatorship" (「対抗的まなざしー黒人女性の観客性」)において、ベル・フックスは黒人女性の「対抗的まなざし」という概念を導入し、ローラ・マルヴィの「男性のまなざし」概念を論駁しようとしている。この概念は規範的な白人女性の観客性と相反するものとして存在する。マルヴィの評論は男性のまなざしとそれが白人女性を客体化していることについて文脈を提供するものである が、フックスの評論は「「まなざし」と西洋文化における視覚快楽嗜好症的支配体にフェミニズム的分析をする際の鍵となるようなパラダイムとしての対抗性」を切り開くものである。
対抗的まなざしは、とくに映画において「マミー」「イゼベル」「サファイア」などステレオタイプな形で長い間意図的に誤った形で黒人女性が表象されてきたがゆえに、抵抗的批判となる。

## ポストコロニアル理論におけるまなざし
エドワード・サイードが最初に「オリエンタリズム」として言及した、ポストコロニアル理論におけるまなざしは、大国である宗主国が植民地化した国々へと広げた関係を説明するために用いられる。植民地化されたものを「他者」の位置に置くことで、植民者のアイデンティティを強力な征服者として確実に形作ることができる。ポストコロニアル理論におけるまなざしは「主体と客体の関係を確実にする機能」を持っている。

### 帝国のまなざし
E・アン・カプランは帝国のまなざしというポストコロニアルな概念を導入したが、このまなざしの中では、観察されている者が、特権的な観察者自身の価値選択により規定されてしまう。植民地化された者の視点からすると、帝国のまなざしは見下ろす対象を子どもっぽく些細なものにしてしてしまい、その過程で自らが命令を下し指示を出す機能を有することを当然視している。カプランによると、「帝国のまなざしは、男性のまなざしが男性主体が中心であることを当然視しているのと同様、白人である西洋の主体が中心であるという仮定を反映している」。

## 観光のまなざし
観光研究においてまなざしはよく使われる概念である。ジョン・アーリは「観光学の必須文献」とされている 『観光のまなざし』初版を1990年に刊行し、本書はその後2回にわたって改訂されている。本書においてアーリとヨーナス・ラースンは、ミシェル・フーコーを引用しつつ、人々は「社会的に構成され制度化され」たまなざしを観光で遭遇したものに対して向けており、このまなざしが階級やジェンダー、出身地域、年齢、受けた教育などさまざまな要因によって規定されていることを指摘している。

### 男性旅行者のまなざし
観光旅行のイメージは文化的、イデオロギー的に構築された解釈と、男性優位な広告代理店によって作られている。メディアによって表象されているのは、白人、西洋人、男性、異性愛者という特定のタイプの旅行者であり、「主人である主体」として他者に向けるまなざしが特権化されている。こうしたカテゴリにあてはまらない者は、このような人々を至上とする考えにより影響を受けている。観光の広告において、「マッチョ」な男性と官能的で従属的な女性がステレオタイプ的に表現されがちなのはこのためである。